# Christina Schröder
Christina Schröder (* als Christina Schubert am 8. Dezember 1954 in Halle (Saale)) ist eine deutsche Psychologin.

## Leben
Christina Schröder studierte von 1973 bis 1980 Psychologie, bestand 1977 ihre Diplomprüfung und promovierte 1980 an der Karl-Marx-Universität Leipzig. Anschließend wurde sie wissenschaftliche Assistentin und ab 1987 wissenschaftliche Oberassistentin im Wissenschaftsbereich Geschichte der Medizin am Karl-Sudhoff-Institut für Geschichte der Medizin und der Naturwissenschaften an der Leipziger Universität. Die Promotion B erfolgte im April 1987 mit der Arbeit Die Entwicklungsgeschichte der Psychotherapie im Zeitraum von 1880 bis 1932 unter besonderer Berücksichtigung der in Deutschland wirksamen Konzepte und Organisationsformen. Diese psychotherapiehistorische Arbeit zeichnet sich dadurch aus, dass sie die Hypnose, Suggestion und Erziehung als die Grundlagen jeder Psychotherapie nachzuzeichnen versucht.
Seit 1994 ist Schröder in einem Fachkrankenhaus für Onkologie tätig. 1998 erfolgte die Approbation zur Psychologischen Psychotherapeutin. Seit 2005 ist sie außerplanmäßige Professorin an der Abteilung für Medizinische Psychologie und Medizinische Soziologie am Universitätsklinikum Leipzig.

## Schriften
- mit Ingrid Kästner: Sigmund Freud (1856–1939). Hirnforscher, Neurologe, Psychotherapeut. Ausgewählte Texte (= Sudhoffs Klassiker der Medizin. N.F., Bd. 6). Barth, Leipzig 1989, ISBN 3-335-00206-7.
- Der Fachstreit um das Seelenheil. Psychotherapiegeschichte zwischen 1880 und 1932 (= Beiträge zur Geschichte der Psychologie. Bd. 9). Lang, Frankfurt/Main u. a. 1995, ISBN 3-631-48367-8.
- Herausgeberin mit Joachim Wittkowski: Angemessene Betreuung am Ende des Lebens. Barrieren und Strategien zu ihrer Überwindung. Vandenhoeck & Ruprecht, Göttingen 2008, ISBN 978-3-525-40411-9.